# Posielicze
Posielicze (biał. Паселічы, Pasieliczy, ros. Поселичи, Posieliczi) – wieś na Białorusi, w obwodzie homelskim, w rejonie chojnickim, centrum administracyjne sielsowietu Posielicze. W 1921 roku znajdowało się w niej 27 budynków, folwark i świątynia chrześcijańska.